# Teatro ECCI El Dorado
El Teatro ECCI El Dorado es una sala de espectáculos ubicada en la ciudad de Bogotá, Colombia. Construido en 1947 está inspirado en las líneas funcionalistas de la escuela alemana Bauhaus. En 2007 fue adquirido por la Universidad ECCI que lo remodeló para funciones de teatro, conciertos, eventos empresariales y cultutales bajo especificaciones técnicas de última generación.
Se amplió el foyer, la iluminación y el trabajo sobre muros de madera, que rematan en un escenario con forma de bóveda de cañón.
La capacidad del teatro es de 600 personas con sillas y 1000 sin sillas.